# Fontenay-le-Vicomte
Fontenay-le-Vicomte település Franciaországban, Essonne megyében. Lakosainak száma 1563 fő (2022. január 1.). Fontenay-le-Vicomte Écharcon, Ballancourt-sur-Essonne, Chevannes, Mennecy és Vert-le-Petit községekkel határos.

## Népesség
A település népességének változása:
| Lakosok száma | 1280 | 1244 | 1233 | 1540 | 1561 | 1591 | 1565 | 1564 | 1563 |
|               | 2013 | 2015 | 2016 | 2017 | 2018 | 2019 | 2020 | 2021 | 2022 |